# 大島哲以
大島 哲以（おおしま てつい、1926年3月2日 – 1999年4月12日）は、日本画家。1971年に文化庁在外研修員として渡欧し、ウィーン幻想派のリーダー的な存在であったフッターに師事。擬人化した動物や植物をモチーフとして、独特な世界観の作品を残した。中井英夫、赤江瀑といった作家の装丁画を手がけたことでも知られている。

## 概要
生と死という人間にとって根源的な2つのテーマを幻想画に描き続け、戦後芸術の幻想絵画を代表する日本のシュールレアリズムを論じる時、欠かすことができない作家。22歳の時、日本画の中村貞以にし、院展、新制作展に発表を続けた。1971年、日本画として初めて文化庁在外研修員として渡欧、フッターやフックスに出会い、混合技法を学ぶ。ウィーンでブリューゲルやボッシュなどの中世画と巡り会うのと前後して、中村正義らとともに「異端の日本画家」と呼ばれるようになる。日本画、洋画という壁を超えて「エロスをいかに白日の元でいかに美化できるか」をテーマに、バラと女をモチーフにした「薔薇刑」を描き続けた。

## 年譜
- 1926年–名古屋市東区に生まれる。※本名：寿康
- 1932年–大阪に転居。父の影響で音楽、文学に親しむようになる。
- 1945年–大阪理工科大学在学中に大空襲を受ける。「原爆は忘れえぬ記憶、グラマンの機銃掃射の中、ドボルザークの新世界を聞いたのが唯一の救いだつた」
- 1948年–中村貞以に師事。第33回院展　※〜1954年まで出品
- 1955年–上京する。
- 1960年–第24回新制作協会展　　※1969年まで出品
- 1964年–第6回現代日本美術展(東京都美術館)、個展(名古屋丸栄)
- 1966年–朝日秀作美術展(日本橋三越)、針生一郎の選んだーこれが日本画だ〈25人〉展(日本画廊)、第1回戦争展(日本画廊)
- 1967年–第2回ジャパン・アート・フェスティバル　※アメリカ巡回
- 1968年–第8回現代日本美術展(東京都美術館)
- 1969年–日本画の新人たち(京都国立近代美術館)
- 1970年–日本万国博覧会美術展(大阪)
- 1971年–文化庁在外研修員として渡欧。※〜1972年　ウィーン工芸大学に学ぶ
- 1973年–個展「日本幻想絵画の明星」(日本橋三越)　※大島哲以作品集「失われた風景」羽黒洞発行
- 1974年–第1回人人展「黒い太陽–七人の画家」(日本橋・三越)※以降、第7回展(1981年)まで出品し、退会
- 1975年–第3回インドトリエンナーレ(ニューデリー)、第1回東京展(東京都美術館)
- 1979年–第1回日本秀作美術展(日本橋・高島屋)、「林檎の木のうた」(童心社)刊行　　※詩：神沢利子　画：大島哲以
- 1981年–幻視の森「今日のシュールレアリズム展」(東京セントラル絵画館)
- 1982年–幻視者たち　ドイツ巡回展(ケルン文化センター・ヴィルツブルグ美術館)
- 1984年–個展(名古屋・丸栄)、国際形象展(日本橋三越)
- 1986年–現代日本美術展(ケンブリッジ他)
- 1988年–20世紀絵画の展開(名古屋市美術館)
- 1989年–「タランの白鳥」(福音館書店)刊行　　詩：神沢利子　画・装丁：大島哲以
- 1993年–個展(名古屋・丸栄)、JAG展(池田２０世紀美術館)
- 1995年–個展「薔薇刑〜大島哲以の世界〜」(アートミュージアム・ギンザ)
- 1999年–第25回人人展「四半世紀を振り返る創立メンバー特別展」（東京都美術館）、4月12日逝去　※７３歳